# کنگری (رابر)
کنگری (رابر)، روستایی از توابع بخش هنزا شهرستان رابر در استان کرمان ایران است.

## جمعیت
براساس سرشماری ملی سال ۱۳۸۵، جمعیت این روستا ۷۰۵ نفر در ۱۲۱ خانوار اعلام شد که در آن زمان در بخش سابق رابر از توابع شهرستان بافت قرار داشت. در سرشماری بعدی در سال ۱۳۹۰، جمعیت آن ۴۳۸ نفر در ۱۱۷ خانوار ثبت شد، که تا آن زمان این بخش از شهرستان جدا شده و شهرستان رابر تشکیل شده بود. همچنین دهستان مربوط به بخش جدید هنزا منتقل شده بود. در سرشماری سال ۱۳۹۵، جمعیت روستا ۴۱۵ نفر در ۱۴۳ خانوار اعلام شد. این روستا پرجمعیت‌ترین روستای دهستان خود بود.